# جودی بنسون
جودی بنسن (به انگلیسی: جودی بنسِن) دوبلور و خواننده آمریکایی متولد ۱۰ اکتبر ۱۹۶۱.

### جودی بنسن و راز «سوزتا مینیت»
پس از انتشار بازی متال گیر سالید ۳: اسنیک ایتر، گیمرهایی که تحت تاثیر جذابیت و شجاعت شخصیت ایوا، در طول داستان بازی، قرار گرفته بودند، تا مدت‌ها به دنبال پیدا کردن چهرهٔ پشت صدای دلنشین این شخصیت بودند.
جست و جو برای پیدا کردن «سوزتا مینیت» به حدی جدی و اسرارآمیز بود که طرف‌داران این سری بازی و شخصیت ایوا، بارها از صداپیشه‌های قسمت سوم این فرنچایز و حتی سایر قسمت‌ها، دربارهٔ شناخت این صداپیشه، پرسش‌گری کرده بودند؛ ولی هر بار، به در بسته برخورد می‌کردند.
تنها افرادی که از هویت این صداپیشه اطلاع داشتند، «کریس زیمرمن» سرپرست گویندگان بازی و «دیوید هیتر» صداپیشهٔ نقش نیکد اسنیک، راضی به افشای هویت وی نمی‌شدند و تنها به این گمانه‌زنی طرف‌داران پاسخ مثبت داده بودند که: «سوزتا مینیت»، در حقیقت یک اسم مستعار برای صداپیشه‌ایست، که به ادعای آن‌ها، تمایلی به افشا نمودن هویت واقعی خودش نداشته است.
این موضوع، پیش از این هم در بین صداپیشه‌های سری متال گیر، سابقه داشت و گوینده‌های قسمت اول این سری، متال گیر سالید، اغلب از اسامی مستعار در تیتراژ پایانی بازی استفاده کرده بودند.
گمانه‌زنی‌ها برای پیدا کردن صداپیشه‌ای که دوبلهٔ انگلیسی شخصیت ایوا ادامه داشت و «دبی می وست»، صداپیشهٔ شخصیت مریل سیلوربرگ از قسمت اول این مجموعه بازی و «جودی بنسن»، صداپیشهٔ معروف شخصیت اریل و یکی از اسطوره‌های دیزنی، از جمله گزینه‌های احتمالی بودند.
این جست و جوی مرموز، ۲۰ سال به طول انجامید؛ تا سرانجام، در تاریخ ۷ نومبر ۲۰۲۴، شرکت سازندهٔ بازی، کونامی، با انتشار ویدیویی، پرده از این راز بزرگ برداشت. جودی بنسن در این ویدیو، که به مناسبت بازسازی بازی متال گیر سالید ۳: اسنیک ایتر منتشر شد، توضیح داد که این نام مستعار، به پیشنهاد کریس زیمرمن و به این دلیل انتخاب شد که در زمان ساخت بازی، جودی در حال کار بر روی پروژه‌هایی با محوریت اطفال بود و با وجود مضامین بزرگسالانه در این بازی، برای حفظ وجههٔ کاری وی، اسم مستعار سوزتا مینیت، در تیتراژ آخر این بازی و دنبالهٔ داستانی آن، متال گیر سالید: سفیر صلح ذکر شد.
نکتهٔ جالب اینکه این اسم، با اندکی تغییر، از نام سگ خانگی جودی بنسن، برگرفته شده بود.

## فیلم‌شناخت و آوازشناخت
مشهورترین دوبلهٔ جودی بنسون دوبلهٔ شاهزاده آریل در انیمیشین سینمایی پری دریایی کوچولو (۱۹۸۹) و مجموعهٔ تلویزیونی آن (۱۹۹۲) است.
وی همچنین در بسیاری از بیادماندنی‌ترین کارتون‌های دیزنی نقش آفرینی کرد.

### فیلم‌ها
| سال  | عنوان                                              | نقش                          | نکات                                          |
| ---- | -------------------------------------------------- | ---------------------------- | --------------------------------------------- |
| ۱۹۸۹ | پری دریایی کوچولو                                  | شاهزاده اریل, ونسا (صداپیشه) |                                               |
| ۱۹۹۲ | باربی (مجموعه تلویزیونی)                           | باربی (صداپیشه)              | Direct-to-video                               |
| ۱۹۹۲ | Disney Sing Along Songs: Friend Like Me            | شاهزاده اریل (صداپیشه)       | Direct-to-video; archive footage              |
| ۱۹۹۴ | بندانگشتی                                          | تامبلینا (صداپیشه)           |                                               |
| ۱۹۹۴ | Disney Sing Along Songs: Circle of Life            | شاهزاده اریل (صداپیشه)       | Direct-to-video; archive footage              |
| 1995 | Mickey's Fun Songs: Beach Party at والت دیزنی ورلد | شاهزاده اریل (صداپیشه)       | Direct-to-video                               |
| 1995 | Guideposts Junction                                | خودش                         | یک مجموعهٔ ویدیویی کریسمس شش قسمتی برای کودکان |
| ۱۹۹۷ | فلابر                                              | ویبو (صداپیشه)               |                                               |
| ۱۹۹۷ | سرود کریسمس                                        | بل (صداپیشه)                 |                                               |
| ۱۹۹۸ | کنگ نیرومند                                        | آن (صداپیشه)                 | Direct-to-video                               |
| ۱۹۹۹ | داستان اسباب بازی ۲                                | باربی (صداپیشه)              |                                               |
| ۲۰۰۰ | یوسف: پادشاه رؤیاها                                | آسنات (صداپیشه)              | Direct-to-video                               |
| ۲۰۰۱ | بانو و ولگرد ۲: ماجراجویی اسکمپ                    | بانو (صداپیشه)               | Direct-to-video                               |
| ۲۰۰۲ | بالتو ۲: تلاش گرگ                                  | جنا (صداپیشه)                | Direct-to-video                               |
| ۲۰۰۲ | بچه‌های خیابان راپسیتی: باور به بابانوئل            | لنی (صداپیشه)                | فیلم تلویزیونی                                |
| ۲۰۰۳ | ۱۰۱ سگ خالدار ۲                                    | آنیتا (صداپیشه)              | Direct-to-video                               |
| ۲۰۰۳ | K10C: Kids' Ten Commandments                       | لیلا - مارتا (صداپیشه)       |                                               |
| ۲۰۰۴ | نائوشیکا از درهٔ باد                                | مادر لستل (صداپیشه)          | دوبلهٔ دیزنی                                   |
| ۲۰۰۴ | بالتو ۳: بال‌های تغییر                              | جنا (صداپیشه)                | Direct-to-video                               |
| ۲۰۰۷ | افسون‌زده                                           | سم                           |                                               |
| ۲۰۱۰ | داستان اسباب بازی ۳                                | باربی (صداپیشه)              |                                               |
| ۲۰۱۱ | ماشین بخار کوچکی که توانست                         | جیلیان (صداپیشه)             |                                               |
| ۲۰۱۱ | مسافرت هاوایی                                      | باربی (صداپیشه)              | فیلم کوتاه                                    |
| ۲۰۱۲ | راز بال‌ها                                          | پری شفا دهنده (صداپیشه)      |                                               |
| ۲۰۱۸ | رالف اینترنت را خراب می‌کند                         | شاهزاده اریل (صداپیشه)       |                                               |

### تلویزیون
| سال       | عنوان                                    | نقش                                               | نکات                                                      |
| --------- | ---------------------------------------- | ------------------------------------------------- | --------------------------------------------------------- |
| ۱۹۹۱      | شکارچی                                   | افسر پلیس                                         | اپیزود: "گریه‌های سکوت"                                    |
| ۱۹۹۱–۱۹۹۳ | دزدان دریایی آب‌های تاریک                 | تولا (صداپیشه)                                    | اپیزود ۲۱                                                 |
| 1992      | P. J. Sparkles                           | پی جِی (صداپیشه)                                   | ویژهٔ تلویزیون                                             |
| ۱۹۹۲–۱۹۹۴ | پری دریایی کوچولو (مجموعه تلویزیونی)     | شاهزاده اریل (صداپیشه)                            | اپیزود                                                    |
| ۱۹۹۷      | کارولین در شهر                           | مادر                                              | اپیزود: "کارولین و تخم مرغ"                               |
| 1998      | Pepper Ann                               | امبر او مالی (صداپیشه)                            | اپیزود: "هیولای چشم سبز"                                  |
| ۱۹۹۸–۱۹۹۹ | هرکول                                    | هلن تروی (صداپیشه)                                | ۱۰ اپیزود                                                 |
| 2000      | The Wild Thornberrys                     | مادر چیتا (صداپیشه)                               | اپیزود: "چیتاها هرگز موفق نمی‌شوند"                        |
| 2000      | بتمن بیاند                               | آکوآ گرل (صداپیشه)                                | اپیزود: "فراخوان " قسمت ۱ و ۲                             |
| ۲۰۰۱–۲۰۰۳ | خانهٔ ماوس                                | شاهزاده اریل - بل (صدا پیشه)                      | ۳ اپیزود                                                  |
| 2003      | The Brotherhood of Poland, New Hampshire | تک‌خوان گروه کر                                    | اپیزود: "شیرهای خفته"                                     |
| ۲۰۰۴–۲۰۰۶ | ماجراهای ترسناک بیلی و مندی              | پری آبی - فرعی (صداپیشه)                          | ۳ اپیزود                                                  |
| ۲۰۰۵–۲۰۰۸ | اردوگاه لازلو                            | پتسی - اسمایلز - خانم جین دو - آلموندین (صداپیشه) | ۲۱ اپیزود                                                 |
| ۲۰۱۳–۲۰۱۸ | سوفیای یکم                               | شاهزاده اریل - ملکه امالین (صداپیشه)              | ۲ اپیزود                                                  |
| ۲۰۱۵      | استار علیه نیروهای شیطان                 | مربی آواز (صداپیشه)                               | اپیزود: "St. Olga's Reform School for Wayward Princesses" |
| ۲۰۱۶      | کلارنس                                   | دایانا (صداپیشه)                                  | اپیزود: "داستان‌های ماردینیا"                              |
| ۲۰۱۹      | پری دریایی کوچولو لایو!                  | خودش                                              | ویژهٔ تلویزیون                                             |
| ۲۰۲۲      | خانه لاود                                | تمی (صداپیشه)                                     | اپیزود: "Flip This Flip"                                  |

### بازی‌های ویدیویی
| سال  | عنوان                                   | نقش           | نکات                                      |
| ---- | --------------------------------------- | ------------- | ----------------------------------------- |
| ۱۹۹۷ | استودیوی داستانی اریل                   | شاهزاده اریل  |                                           |
| ۱۹۹۸ | زندگی یک حشره                           | آتا           |                                           |
| ۱۹۹۹ | Disney's Arcade Frenzy                  | شاهزاده اریل  |                                           |
| ۲۰۰۰ | Grandia II                              | میلینا - رینا | [ ۱ ]                                     |
| ۲۰۰۰ | علاءالدین در انتقام ناصرهٔ دیزنی         | ناصره         |                                           |
| ۲۰۰۲ | کینگدم هارتس                            | شاهزاده اریل  | دوبلهٔ انگلیسی                             |
| ۲۰۰۴ | اونیموشا ۳: محاصرهٔ اهریمن               | مادر          | [ ۲ ]                                     |
| ۲۰۰۴ | متال گیر سالید ۳: اسنیک ایتر            | ایوا          | با نام مستعار سوزتا مینیِت (Suzetta Miñet) |
| ۲۰۰۵ | کینگدم هارتس ۲                          | شاهزاده اریل  | دوبلهٔ انگلیسی                             |
| ۲۰۰۷ | پرنسس دیزنی: سفر طلسم‌شده                | شاهزاده اریل  |                                           |
| ۲۰۱۰ | متال گیر سالید: پیس والکر               | ایوا          | با نام مستعار سوزتا مینیِت (Suzetta Miñet) |
| ۲۰۱۱ | Kinect Disneyland Adventures            | شاهزاده اریل  |                                           |
| ۲۰۱۲ | Disney Princess: My Fairytale Adventure | شاهزاده اریل  |                                           |
| ۲۰۱۲ | میکی قهرمان: قدرت خیال                  | شاهزاده اریل  |                                           |
| ۲۰۱۶ | دنیای جادویی دیزنی ۲                    | شاهزاده اریل  |                                           |
| ۲۰۲۵ | متال گیر سالید دلتا: اسنیک ایتر         | ایوا          | با نام اصلی جودی بنسن)                    |

## پیوندهای وابسته
- زندگینامه، تصویر و کارنامه هنری جودی بنسون بایگانی‌شده  در ۲۷ سپتامبر ۲۰۰۷ توسط Wayback Machine
- جودی بنسون در حال خواندن یکی از ترانه‌ها پری دریایی کوچولو به نام Part of Your World در سال ۲۰۰۴
- جودی بنسون و ساموئل رایت (دوبلور شخصیت سباستین در کارتون پری دریایی کوچک)